# Agastache breviflora
Agastache breviflora là một loài thực vật có hoa trong họ Hoa môi. Loài này được (A.Gray) Epling mô tả khoa học đầu tiên năm 1939.